# Else Berntsen Aas
Else Helene Berntsen Aas (* 12. März 1922 in Vestre Aker, Aker, Norwegen; † 7. Januar 2009) war eine norwegische Komponistin, Organistin und Chorleiterin. Bekannt ist sie für ihre Arrangements für Chöre in verschiedenen Besetzungen.

## Leben
In Vestre Aker geboren zog Else Berntsen Aas im Alter von fünf Jahren mit ihrer Familie nach Nøtterøy. In diesem Alter hatte sie schon mit dem Klavierspiel begonnen. Nach dem allgemeinen Schulabschluss nahm sie Unterricht in Musiktheorie und Komposition bei Viktor Riedel, einem österreichischen Musiker und Lehrer an der höheren allgemeinbildenden Schule in Tønsberg, dem Domorganisten an der Tønsberg Domkirke Åge Myklegård (1904–1990) und dem Komponisten Conrad Baden.  Sie leitete 1942 in Sarpsborg einen kleinen Mädchenchor. 1943 wird sie von der Fylkesungdomsleideren [Volksjugendleiterin] als saniginstruktør [Gesangslehrerin] in Vest-Viken eingesetzt. Später leitete sie einen Chor der NS Ungdomsfylkingden NSUF [NS-Jungvolk]. Im Februar 1945 wird ein von ihr geleitetes Programm im Rundfunk gesendet. Nach dem Krieg wurde sie als landssvikker [Landesverräterin] zu einer Freiheitsstrafe bis zum 20. Juli 1945 verurteilt. Später leitete sie den Sandvika Blandede Kor und war die erste Dirigentin des 1951 gegründeten Vaestre Bærum Pikekors [Mädchenchor]. Ihr höheres Orgelexamen machte sie nach einem Studium am Musikkonservatorium in Oslo 1950. Während des Studiums leitete sie acht verschiedene Chöre. Sie war sechzehn Jahre lang Organistin in Ramnes und zehn Jahre lang an der Kirche in Torød. Sie leitete die Nøtterøy Korforening und leistete Orgeldienst in der Kirche in Nøtterøy und an der Tønsberg Domkirke. 1971 erhielt sie den Kulturpreis der Gemeinde Nøtterøy. Von 1972 bis 1986 dirigierte sie den Vårakoret in Ramnes. Sie arbeitete mit dem schwedischen Dichter und Komponisten Gunnar Turesson (1906–2001) zusammen und vertonte viele seiner Gedichte.  Beim Kompositionswettbewerb des Norsk rikskringkasting, NRK, 1974 erhielt sie für die Komposition Kjærringa mot Strømmen für gemischten Chor einen 1. Preis und für die Komposition Fuglevise für Frauenchor einen 2. Preis. 1984 erhielt sie den Vestfold fylkeskommunes Kunstnerpris [Künstlerpreis der Fylkeskommune Vestfold] und war Ehrenmitglied des Ramnes Historielag [Historischen Vereins Ramnes]. Sie war verheiratet mit Matthias Aas.

## Werke (Auswahl)
Der Norsk Musikforlag publiziert viele ihrer Werke.

### Chorwerke
- Via dolorosa, für gemischten Chor, 1974. I Korsbaeren Text: Erling Tobiassen (1893–1982) II Pasjons-sang Text aus dem Deutschen übertragen von Trygve Bjerkrheim (1904–2001) III Innbydelse til Kristus Text: Johannes Knutzen[13] OCLC 900946747
- Fuglevise, 1974; die Komposition für Frauenchor erhielt 1974 einen 2. Preis beim Kompositionswettbewerb des NRK. OCLC 771462455

### Instrumental
- Evening hymn für Trompete und Orgel, 1984 OCLC 17814991[14]

### Arrangements für verschiedene Chorbesetzungen

#### Für gemischten Chor mit Orgel oder Klavier
- Ave Maria von Luigi Cherubini
- Praise the Lord von Rowland H. Pritchard für gemischten Chor, Orgel und Trompete

#### Für gemischten Chor
- Bolero.
- Gjendines bådnlåt [Gjendines Wiegenlied] nach Edvard Grieg. Arrangiert für Sopransolo und gemischten Chor, 1990
- Golden Slumbers. Englischer Tanz aus dem 17. Jahrhundert. Für vierstimmigen gemischten Chor mit obligater Violine, Oboe oder Flöte[15]
- Mitt hjerte alltid vanker. Arrangiert für gemischten Chor nach einer norwegischen Volksmelodie. Text: H.A. Brorson
- To sanger fra østen [Zwei Lieder aus dem Osten]. I Månen över Kang-Ting [Mond über Kang.Ting]. Chinesisches Lied II Sakura [Kirschblüte]. Japanisches Volkslied. Schwedischer Text von Alf Henrikson

#### Für Chor mit drei gleichen Stimmen
- Dans aus dem 17. Jahrhundert für drei gleiche Stimmen.

#### Für dreistimmigen gemischten Chor
- Nå fryd deg, kristne menighet [Nun freue dich christliche Gemeinde], Melodie: Nürnberg, 1523. Text: Martin Luther, 1524. Ins Norwegische übersetzt von Øysterstein Thelle, 1972
- Jerusalem. Amerikanisches Volkslied

#### Für Frauenchor mit Orgel oder Klavier
- Er Herren mitt lys og min salighet. [Der Herr ist mein Licht und mein Heil] aus dem Oratorium Solomon von Georg Friedrich Händel. Bearbeitet für drei gleiche Stimmen und Orgel oder Klavier.
- I know that my Redeemer liveth [Ich weiß, dass mein Erlöser lebt] aus dem Oratorium Messiah von Georg Friedrich Händel. Bearbeitet für drei gleiche Stimmen und Orgel oder Klavier.
- He shall feed his flock. [Er wird seine Herde weiden] aus dem Oratorium Messiah von Georg Friedrich Händel. Bearbeitet für drei gleiche Stimmen und Orgel oder Klavier.

- En yndig og frydefull sommertid. Dänisches Volkslied arrangiert von Else Bertsen Aas[16]
- O Jesulein süß! / Min Jesus i fryd nach Johann Sebastian Bach BWV 493. Norwegischer Text: Egil A. Wyller, 1985[17]

### Bücher
- Milde lys som stråler [Mildes Licht, das scheint], 1984.
- Notelære for korsangere [Notenlehre für Chorsänger]. Norsk Musikforlag, 1986, ISBN 978-82-7093-042-5.
- Mennesker jeg møtte [Leute, die ich traf]. Selbstbiografie. Norsk Musikforlag.

## Einspielungen
- Nå Tennes Tusen Julelys [Nun leuchten tausend Weihnachtslichter] Text und Melodie: Emmy Köhler, 1898. Arrangement: Else Berntsen Aas. Sandefjord Jentekor. Ltg.: Sverre Valen. Home’s Musikk – HMC 224[18]
- Jag är främling [Ich bin ein Fremder] Musik: E.S.Lorentz Text: M.S.B. Dana/Tola. Arrangement: Else Berntsen Aas. Solistin: Kirsten Dolberg.Adventssangerne. Ltg.: Sverre Valen.
- Antonín Dvořák: Gud er myn hyrde, arrangiert von Else Berntsen Aas, eingespielt von Helge Birkeland mit Chor und Orchester, 1973 beim Label Lu-Mi publiziert.